# اوتیس ارل
اوتیس ارل (انگلیسی: Otis Earle؛ زادهٔ ۱۷ ژانویهٔ ۱۹۹۲) بازیکن فوتبال اهل بریتانیا است.
از باشگاه‌هایی که در آن بازی کرده‌است می‌توان به باشگاه فوتبال فینیکس رایزینگ و اف‌سی دالاس اشاره کرد.